# مأرضة

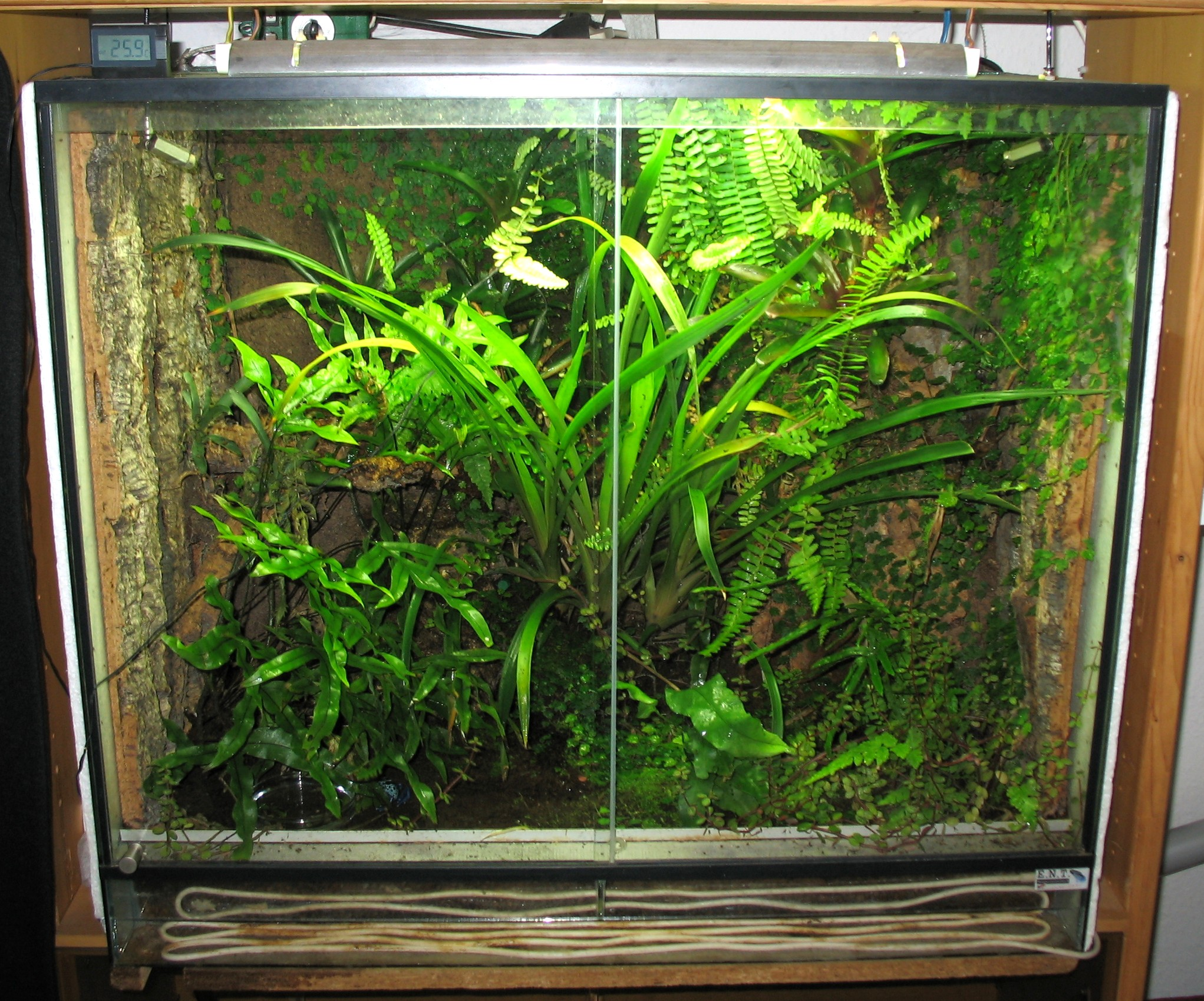
مأرضة ذات درجة حرارة مضبوطة بداخلها نباتات

المأرضة هي «أرض مغطاة بالتراب توضع فيها الأحياء البرية بقصد الدراسة والمشاهدة». عادة ما تكون المأرضة في حاوية زجاجية مغلقة يُمكن فتحها للوصول للنباتات بداخلها. ولكن هناك أنواع من المآرض مفتوحة. غالبًا ما تُستخدم المآرض في الدراسة أو الديكور. 

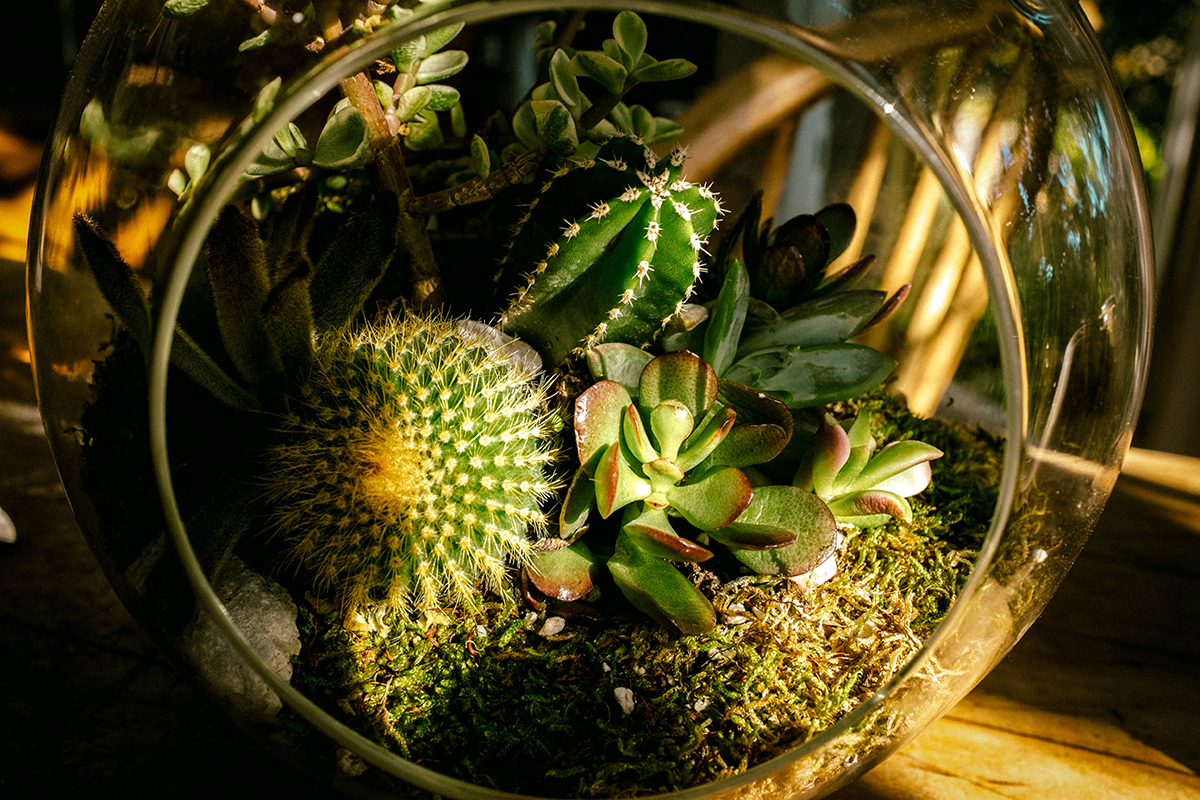
مأرضة مفتوحة